# 斉藤瑠花
齋藤 瑠花（さいとう るか、1992年6月19日- ）は、日本の女優。東京都出身。血液型O型。身長152cm。

## 人物
- 特技はヒップホップダンスと水泳
- 趣味はスポーツ
- 家族は父と母と姉である
- 好きな色はブルー

## 主な作品

### 映画
- あおげば尊し（映画）（2005）
- 8月のクリスマス（映画）（2005）
- お受験

### バラエティ
- 天才てれびくんMAX

### テレビドラマ
- 大好き!五つ子シリーズ（TBS） 桜井亜里沙役（1999）

### CM
- なかよし
- ツクダオリジナル
- 不二家

### その他
- 環境省
- ユニクロ
- 西武
- イトーヨーカドー